# Marcel Olscamp
Marcel Olscamp est un chercheur et écrivain québécois né en 1958 à La Sarre, en Abitibi. Formé notamment à l'Université du Québec à Trois-Rivières, McGill et à l'Université Queen's, il a enseigné dans plusieurs établissements au Québec et en Ontario et occupé un poste de professeur au Département de français de l'Université d'Ottawa.
Spécialisé notamment dans l'étude de l'œuvre de Jacques Ferron, dont il a contribué à assurer la postérité par un important travail de réédition et qu'il décrit comme un "érudit, un écrivain extrêmement prolifique [...] [qui] a pratiqué presque tous les genres littéraires", Marcel Olscamp a également contribué à faire rayonner les travaux des proches de Ferron, dont il a également publié une biographie récompensée de plusieurs prix.

## Œuvres

### Livres édités par Marcel Olscamp
- Jacques Ferron et Jean Marcel, Montréal, Le pays a toujours raison. Correspondance 1 1965-1968, Leméac, coll. « L’Écritoire », 2024, 555 p. [en collaboration avec Lucie Joubert]
- Jacques Ferron, Gaspé-Mattempa, suivi de Correspondance entre Jacques Ferron et Clément Marchand, Montréal, BQ, 2022.
- Jacques Ferron, Les confitures de coings et autres textes, Montréal, Bibliothèque québécoise, 2021, 347 p.
- Jacques Ferron, Contes, Édition intégrale, Contes du pays incertain, Contes anglais, Contes inédits, Présentation de Victor-Lévy Beaulieu, Montréal, Bibliothèque québécoise, 2021, 297 p. [avec la collaboration de Jean-Olivier Ferron]
- Jacques Ferron, La conférence inachevée, Le pas de Gamelin et autres récits, Montréal, Bibliothèque québécoise, 2020, 301 p.
- Jacques Ferron, Madeleine Ferron et Robert Cliche, Le monde a-t-il fait la culbute? Correspondances 3. 1966-1985, Montréal, Leméac, coll. « L’Écritoire », 2019, 589 p. [en collaboration avec Lucie Joubert]
- Jacques Ferron, Le Saint-Élias. Roman, Montréal, Bibliothèque québécoise, 2018, 188 p.
- Jacques Ferron, Madeleine Ferron et Robert Cliche, Le Québec n’est pas une île. Correspondances 2. 1961-1965, Montréal, Leméac, coll. « L’Écritoire », 2015, 563 p. [en collaboration avec Lucie Joubert]
- Jacques Ferron, Madeleine Ferron et Robert Cliche, Une famille extraordinaire. Correspondances 1. 1946-1960, Montréal, Leméac, coll. « L’Écritoire », 2012, 426 p. [en collaboration avec Lucie Joubert]
- Jacques Ferron, Laisse courir ta plume... Lettres à ses sœurs 1933-1945, présentation de Lucie Joubert, Montréal, Lanctôt éditeur, «Cahiers Jacques-Ferron, 3», 1998, 127p
- Jacques Ferron, Les pièces radiophoniques, Hull, Éditions Vents d'ouest, 1993, 268p. [Établissement du texte et annotation; en collaboration avec Pierre Cantin et Luc Gauvreau]
- Jacques Ferron, Textes épars 1935-1959, présentation de Jean-Pierre Boucher, Montréal, Lanctôt éditeur, «Cahiers Jacques-Ferron, 4-5», 2000. [En collaboration avec Pierre Cantin et Luc Gauvreau]
- Le Fils du notaire. Jacques Ferron 1929-1941, 1998
- Le fils du notaire. Jacques Ferron 1921-1949. Genèse intellectuelle d’un écrivain[4], Montréal, Fides, 1997. (maintenant dans la BQ)
- Crinière au vent. Poésie du Canada francophone, Montréal, Hurtubise HMH, «Collection Plus», 1995.
- Notre-dame-des-Sept-Allégresses, Trois-Rivières, [s.é.], 1983.
- Salut Trois-Rivières!, Trois-Rivières, Comité des fêtes du 350e anniversaire, 1983

### Poésie
- À gauche du mystère, Écrits des Forges,1984.
- Midi craqué, Écrits des Forges,1987.
- Les grands dimanches, l’Hexagone, 2000.
- La mer du presque, Écrits des Forges,2014.

## Honneurs
- 2002 Finaliste (pour Les grands dimanches), Prix Alain-Grandbois (Académie des lettres du Québec)
- 1998 : Prix Victor-Barbeau
- 1998 : Prix Jean-Éthier-Blais, Le fils du notaire : Jacques Ferron, 1921-1949 : genèse intellectuelle d’un écrivain
- 1998 : Prix Raymond-Klibansky
- 1998 : Finaliste au Prix du Gouverneur général
- 1984 Première mention (pour À gauche du mystère), Prix littéraire de la Société des écrivains de la Mauricie